# Васишка I
Васишка (бактр. Βαζηϸκο) — правитель Кушанского царства, занимавший трон предположительно в 126—131 годах, после Канишки.
Был ревностным буддистом. Разрушил фамильное святилище кушанских царей в Сурх-Котале и в селении Мат. Возможно, был свергнут в результате переворота из-за недовольства населения. После него новый царь Хувишка восстановил святилище, которое существовало ещё сто лет.